# Laurent Guétal
Laurent Guétal, cunoscut și sub numele de Abate Guétal, (n. 12 decembrie 1841, Vienne, Isère, Franța – d. 18 februarie 1892, Grenoble, Franța) a fost un pictor peisagist francez și preot catolic.

## Viața și opera
A fost hirotonit preot în 1862 și și-a petrecut o mare parte din viață la Petit Séminaire din Rondeau, lângă Grenoble. Majoritatea lucrărilor sale au fost pictate în acea vecinătate.
Principala sa influență stilistică a venit de la Jean Achard, dar în cele din urmă a adoptat o abordare mai pur realistă. A fost asociat cu École de Crozant⁠(d) și a fost unul dintre primii membri ai École dauphinoise⁠(d), o școală de pictori peisagiști din Dauphiné, care  îi includea pe Ernest Victor Hareux și Charles Bertier.
A fost expozant regulat la Salonul de la Paris⁠(d), din 1882 până în 1889. Una dintre cele mai cunoscute lucrări ale sale, intitulată Lac de l'Eychauda⁠(d), a primit un premiu acolo în 1886 și a fost aleasă pentru a fi expusă la Expoziția Universală de la Paris (1889). În prezent este păstrată la Muzeul din Grenoble. Orașul său natal are o altă lucrare binecunoscută, „Sfârșitul lumii la Allevard”, aflată la Muzeul de Arte Frumoase și de Arheologie din Vienne⁠(d).
A fost înmormântat la Cimitirul Saint Roch. Cel mai mare număr dintre lucrările sale poate fi văzut la Muzeul din Grenoble.